# Пожежно-технічне розслідування
Пожежно-технічне розслідування — це дії щодо встановлення осередку, джерела, часу, місця виникнення та причини пожежі, збору попередньої інформації про стан і характерні особливості об‘єкта, на якому сталася пожежа.
Пожежно-технічне розслідування проводиться при виникненні пожеж, якими не заподіяно майнової шкоди, під час яких не було зареєстровано загиблих людей та завдано шкоди їх здоров‘ю, за відсутності ознак підпалу або інших злочинів, а також за відсутності заяв та повідомлень про злочини, пов‘язані з пожежами. Пожежно-технічне розслідування може здійснюватися кожним державним інспектором з пожежного нагляду місцевого органу держпожнагляду.
Документом, який засвідчує факт виникнення пожежі, є акт про пожежу. Акт про пожежу складається протягом трьох діб після її ліквідації комісією, до складу якої входять: особа, яка проводить пожежно-технічне розслідування або здійснює дізнання, потерпілий або його законний представник, представник власника об‘єкта та інші зацікавлені особи.